# بطولة ويمبلدون 1988
هنا قائمة ببطولات ويمبلدون لسنة 1988:

## الكبار

### فردي رجال
ستيفان إدبرغ هزم  بوريس بيكر 4-6 7-6(7-2) 6-4 6-2

### فردي سيدات
شتيفي غراف هزم  مارتينا نافراتيلوفا 5-7 6-2 6-1

### زوجي رجال
كين فلاتش و روبرت سيغوسو هزم  جون فيتزجيرالد و أنديرس جاريد 6-4 2-6 6-4 7-6(7-3)

### زوجي سيدات
شتيفي غراف و غابرييلا ساباتايناي هزم  لاريسا نايلاند و ناتاشا زفيريفا 6-3 1-6 12-10

### زوجي مختلط
شيروود ستيوارت و زينا غاريسون هزم  كيلي جونس و غريتشن ماغيرس 6-1 7-6(7-3)

## الشباب

### فردي أولاد
نيكولاس بيريرا هزم  غويلاومي راوكس 7-6(7-4) 6-2

### فردي بنات
بريندا سكولتز هزم  إيمانويل ديرلي 7-6(7-5) 6-1

### زوجي أولاد
جيسون ستولتنبيرغ و تود وودبريدج هزم  ديفيد رايكل و توماس زدرازيلا 6-4 1-6 7-5

### زوجي بنات
جو آن فاول و رايشتل ماككويلان هزم  أليكسا ديشاومي و إيمانويل ديرلي 4-6 6-2 6-3